# Rafał Riedel
Rafał Riedel (* 11. April 1975) ist ein polnischer Politikwissenschaftler und Professor am Institut für Politikwissenschaft der Universität Opole.

## Leben
Rafał Riedel schloss sein Studium der Politikwissenschaft und Journalismus an der Schlesischen Universität 1999 mit einem Master ab. Im Jahr 2004 promovierte er in Politikwissenschaft. Seit 2006 ist er am Institut für Politikwissenschaft der Universität Opole beschäftigt und zugleich an anderen Einrichtungen tätig. So hielt sich Riedel 2007 und 2008 mit einem DAAD-Forschungsstipendium am Max-Planck-Institut für Gesellschaftsforschung in Köln und dem Max-Planck-Institut zur Erforschung von Gemeinschaftsgütern in Bonn auf. 2009 war er am Europäischen Hochschulinstitut in Florenz und anschließend bis 2011 am ARENA Centre for European Studies der Universität Oslo. Im Jahr 2011 wurde Rafał Riedel Gastdozent am Fachbereich für Europastudien der Jagiellonen-Universität und war dies bis 2015. Zugleich war er ab 2011 bis 2012 Wissenschaftlicher Mitarbeiter an der ETH Zürich und 2012 bis 2016 Lehrbeauftragter an der Universität St. Gallen. An der TU Chemnitz lehrte er 2014 bis 2015 am Institut für Europäische Studien. 2014 habilitierte er an der Universität Breslau und wurde 2015 zum Professor an der Universität Opole ernannt.

## Werk
Forschungsschwerpunkt Rafał Riedels sind die Europäisierung, EU-Skepsis, Polen in der EU und Theorien zur regionalen Integration.

### Veröffentlichungen
- Elections to the European Parliament in The Polish Foreign Affairs Digest, Polski Instytut Spraw Międzynarodowych, Vol. 4, Nr. 4 (13), 2004
- Media w służbie populizmu in Zeszyty Prasoznawcze, Nr. 3–4 (S. 187–188) 2006, Kraków 2006 ISSN 0555-0025
- First EU Parliamentary Elections in Poland and Romania, mit Dorina Gutu, Valeriu Frunzaru in The International Affairs Review, 2008, S. 133–146 ISSN 0037176-9
- Negatywny wynik irlandzkiego referendum w sprawie ratyfikacji Traktatu Lizbońskiego – przyczyny i konsekwencje in Wspólnoty Europejskie, Nr. 6 2008, S. 6–12 ISSN 1426-2568
- Deficyt demokratyczny w Unii Europejskiej. Defekt czy błogosławieństwo? in Studia Europejskie, Nr. 4 (48) 2008, S. 9–32 ISSN 1428-149X
- Agenda setting, priming and framing – TV news in Poland during election campaigns 2005 and 2007. Comparative analysis, mit Ewa Nowak (UMCS Lublin) in Central European Journal of Communication, Vol. 3, Nr. 2 (5), 2010, S. 237–252 ISSN 1899-5101
- Die politische Integration der Polen im Ausland am Beispiel der Integration von Polen in Osterreich, mit E. Nowak, R. E. Bernacka in Jahrbuch des Wissenschaftlichen Zentrums der Polnischen Akademie der Wissenschaften in Wien, Band 3: 2010–2012, S. 59–92
- Der EUROskeptizismus der Europa-Optimisten in Polen Analysen Nr. 162, 2015, S. 2–17
- Populism and Its Democratic, Non-Democratic and Anti-Democratic Potential in Polish Sociological Review, 3 (199), S. 287–298, ISSN 1231-1413
- In der Falle?, Polens Suche nach einem neuen Wachstumsmodell, in Osteuropa 67. Jg., 2017, S. 77–86 ISSN 0030-6428